# Fillos de Galicia
Fillos de Galicia (Filhos da Galiza) é um portal e comunidade virtual que foca na cultura galega e na sua diáspora. O site trata de unir e promover a relação entre os galegos e seus descentes ao redor do mundo. A comunidade oferece diversos conteúdos e serviços, como recursos para aprender a língua galega ou encontrar familiares na Galiza ou na emigração usando o "Atopadoiro"(Encontradoiro).  Fillos.org é uma das webs mais populares no qual diz respeito ao Pangaleguismo, à Galiza e especificamente à sua diáspora.

## História
Fillos de Galicia foi lançado em 1997 por Manuel Casal Lodeiro, filho de emigrantes galegos. A associação também lançou algumas webs derivadas sobre temas específicos.

## Estatísticas
Em 2009 superaram-se os 6700 usuários registrados na comunidade, que procedem de mais de 70 países diferentes. A maior parte dos usuários está entre os 30 e 60 anos de idade. Mais de 1500 usuários vivem na Argentina, bem como há populações consideráveis na Espanha e no Brasil. Mais da metade dos usuários registrados são galegos ou filhos de galegos. Mais de uma quarta parte são netos de galegos. De todos os usuários, uma pequena parte (chamados sócios) pagam uma quota por fazer parte da 'Asociación Cultural Fillos de Galicia, entidade legal responsável por Fillos.org.